# Смит, Джек (футболист, 1898)
Джон Уильям Смит (англ. John William Smith; 28 октября 1898 — 19 января 1977), более известный как Джек Смит (англ. Jack Smith) — английский футболист, выступавший на позиции инсайда. Наиболее известен по выступлениям за клубы «Саут-Шилдс» и «Портсмут», а также за национальную сборную Англии.

## Клубная карьера
Уроженец Уитберна (графство Дарем), Смит начал свою футбольную карьеру в местной команде «Уитберн», после чего присоединился к клубу «Норт-Шилдс». В 1919 году перешёл в клуб Второго дивизиона Футбольной лиги «Саут-Шилдс» за 5 фунтов стерлингов. Выступал за команду восемь сезонов (до 1927 года), сыграв 264 матча и забив 84 гола.
В декабре 1927 года перешёл в «Портсмут», главным тренером которого в том же году был назначен Джек Тинн, ранее тренировавший Смита в «Саут-Шилдсе». Смит быстро закрепился в основном составе «Портсмута» и вскоре стал капитаном команды. В сезонах 1928/29 и 1933/34 помог команде дойти до финалов Кубка Англии, но оба раза его команда проиграла: в в финале 1929 года — клубу «Болтон Уондерерс» (0:2), а в в финале 1934 года — «Манчестер Сити» (1:2). Всего Смит провёл за клуб 288 матчей и забил 70 голов (включая 62 гола в 260 матчах в лиге).
В мае 1935 года стал игроком клуба «Борнмут энд Боском Атлетик», выступавшего в Третьем южном дивизионе. В октябре 1936 года перешёл в другой клуб Третьего южного дивизиона «Клэптон Ориент», став его новым капитаном. В феврале 1937 года объявил о завершении карьеры футболиста.

## Карьера в сборной
17 октября 1931 года дебютировал за сборную Англии в матче против сборной Ирландии.
Всего провёл за сборную 3 матча на позиции правого инсайда, в которых забил 4 гола.

### Список матчей за сборную Англии
| № | Дата            | Стадион                 | Соперник | Результат | Голы Смита | Турнир                     |
| - | --------------- | ----------------------- | -------- | --------- | ---------- | -------------------------- |
| 1 | 17 октября 1931 | «Уиндзор Парк», Белфаст | Ирландия | 6:2       | 10′        | Домашний чемпионат 1931/32 |
| 2 | 18 ноября 1931  | «Энфилд», Ливерпуль     | Уэльс    | 3:1       | 25′        | Домашний чемпионат 1931/32 |
| 3 | 9 декабря 1931  | «Хайбери», Лондон       | Испания  | 7:1       | 2′ 4′      | Товарищеский матч          |

Итого: 3 матча / 4 гола; 3 победы, 0 ничьих, 0 поражений

## Достижения
Портсмут
- Финалист Кубка Англии: 1929, 1934

Сборная Англии
- Победитель Домашнего чемпионата: 1931/32

## Семья и личная жизнь
Четверо из шести братьев Джека также были футболистами: Билли выступал за «Саут-Шилдс» и «Портсмут» (братья вместе сыграли в  финале Кубка Англии 1934 года), Сеп выступал за «Лестер Сити» и сыграл против братьев в полуфинале Кубка Англии, Том выступал за «Саут-Шилдс», «Лестер Сити», «Манчестер Юнайтед» и «Нортгемптон Таун», а Джо играл за «Уотфорд». Джек и Том также сыграли за крикетный клуб графства Дарем в 1929 году, а в 1936 году один Джек сыграл за крикетный клуб города Портсмут.
После завершения карьеры футболиста Джек Смит управлял пабом в Истли (Гэмпшир).